# Renouxia
Renouxia, rod crvenih algi smješten u porodicu Rhodogorgonaceae. Postoje dvije priznate vrste; tipična je morska alga R. antillana.
Druga vrsta otkrivena je tek 2019. godine u Akabskom zaljevu.

## Vrste
1. Renouxia antillana Fredericq & J.N.Norris - tip
2. Renouxia marerubra D.Gabriel, J.N.Norris & Fredericq